# 上武大学

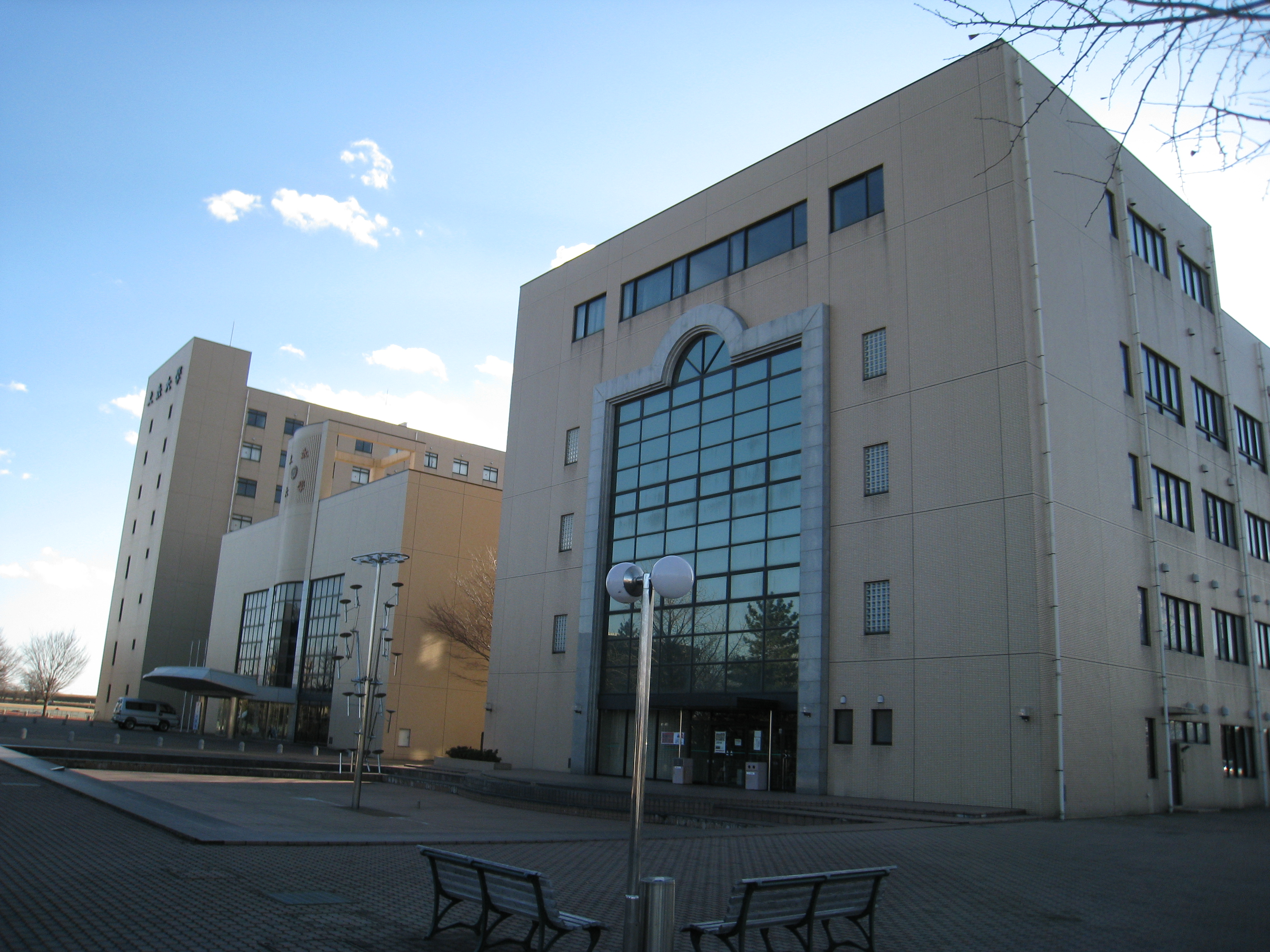
伊勢崎校區

上武大学（じょうぶだいがく、英語: Jobu University）位於群馬縣伊勢崎市戶谷塚町634-1，是日本的私立大学。1950年創立、1968年大学設置。大学簡称上武大、上武。

## 外部連結
- 官方網站 （页面存档备份，存于）